# 烏特基肯山
71°32′S 1°1′W / 71.533°S 1.017°W
烏特基肯山是南極洲的山峰，位於毛德皇后地的瑪塔公主海岸，屬於阿爾曼嶺的一部分，處於特羅爾謝爾皮根峰東北面7公里，挪威製圖師根據探險隊的測量和空中照片繪入地圖。